# Майоров, Сергей Анатольевич
Серге́й Анато́льевич Майо́ров (24 ноября 1969 года, Монино) — российский журналист, теле- и радиоведущий, актёр. Член Академии Российского телевидения (с 2007 года), ведущий программы «Однажды…» на телеканале НТВ (c 17 сентября 2016).

## Биография

### Образование
По образованию — актёр. Окончил ГИТИС (РАТИ) им. А. В. Луначарского (актёрский факультет), МГУ им. М. В. Ломоносова (факультет психологии).

### Карьера
По окончании ГИТИСа работал в Московском ТЮЗе, Театре Киноактёра, принимал участие в программе детской редакции ЦТ СССР «Будильник».

#### Телевидение
В 1991—1993 годах — корреспондент, редактор программы «Кинопанорама» в главной редакции кинопрограмм ЦТ СССР, затем РГТРК «Останкино».
В 1993—1994 годах — корреспондент, редактор программы «Добрый вечер, Москва» РМТРК «Москва».
В 1994—1995 годах сотрудничал с программой «Тема» Владислава Листьева. Соавтор программ «Профессия-игрок», «Русское дворянство», «Алла Борисовна Пугачёва» и др.
С 1995 по 1996 год — автор и продюсер документальных проектов телекомпании «НЭП». Работал по контрактам с телекомпаниями «ZDF», «RTL», «TV TOKIO 12» в качестве корреспондента и продюсера документальных фильмов.
С 13 января 1997 по 18 сентября 1998 года — ведущий и руководитель десятиминутной ежедневной программы «Новости шоу-бизнеса» на телеканале НТВ. Она выходила в составе утренней программы «Сегодня утром» в 7:25 и 8:50. Производство программы было прекращено из-за дефолта.
Затем, в 1998 году работал шеф-редактором программы «Доброе утро, Россия!» телеканала РТР в бригаде Алексея Дружинина и Натальи Григорьевой. После этого долго искал себя: занимался рекламными кампаниями, проходил стажировку в США на CNN, в течение года проживал в Атланте.
С лета 2000 по 2002 год — продюсер, ведущий музыкальных программ на радиостанции «Радио Ретро», впоследствии получившей название «Ретро FM».
В 2002 году Майорова приглашает к сотрудничеству продюсер, тогдашний генеральный директор телеканала ТВС Александр Левин. С июня 2002 по апрель 2003 года — ведущий и руководитель программы «Публичные люди» на ТВС. Покинул ТВС в апреле 2003 года в связи с неблагоприятной экономической ситуацией на телеканале.
С 19 мая 2003 года по 2 июля 2009 года — автор, ведущий и руководитель телевизионной программы «Истории в деталях» на телеканале СТС. В эфир вышел 2371 выпуск. Именно благодаря этой передаче Сергей Майоров и получил особую известность среди российских телезрителей.
В 2006—2009 годах — руководитель программ сетевого формата СТС «Истории в деталях» в Санкт-Петербурге, Самаре, Перми, Екатеринбурге, Казани и Ростове-на-Дону. Покинул телеканал СТС летом 2009 года по причине разногласий с его новым руководством — оно неоднократно пыталось цензурировать программу.
В 2009 году создал свою продюсерскую компанию «ИвД Продакшн» (расшифровка аббревиатуры — «Истории в деталях Продакшн»). В том же году выступал как ведущий и креативный продюсер телевизионного кастинга «Найди Чудовище!» на телеканале «ТВ Центр».
С 15 марта по 18 июня 2010 года — ведущий и руководитель ежедневной программы «Дневник наблюдений» на «Пятом канале».
В 2011 году — креативный продюсер телеканала СТС. Генеральный продюсер программы «Детали. Новейшая история» на том же телеканале. В эфир вышло 10 выпусков.
В 2012—2016 годах продюсировал ряд документальных циклов для разных российских и украинских (до 2014 года) телеканалов.
17 сентября 2016 года Сергей Майоров вновь появился в эфире телеканала НТВ, где стал ведущим авторского документального проекта «Однажды…».
С 17 ноября 2019 года — соведущий программы «Синяя птица» («Россия-1»).
К своим кумирам в профессии Майоров относит Анну Шатилову, Евгения Киселёва, Михаила Осокина, Светлану Сорокину, Майкла Холмса и Джея Лено.
В 2024 году принял участие в 5 сезоне шоу «Маска» на НТВ в образе Кукурузы. Во втором выпуске, вышедшем в эфир 25 февраля 2024 года, маска Кукурузы была разоблачена, но никто из судей его не угадал.

#### Продюсерская деятельность
- 2010 г. — продюсер документальных фильмов: «Варшавская мелодия 21 века», «Ленком» надежда на «Авось», «Балтия. Люди, говорящие по-русски» (Пятый канал).
- 2010 г. — продюсер документальных фильмов: «Первые леди Балтии», «Парни из янтаря», «Софико Чиаурели. Дом на Горе раздумий», «АББА. Сердца четырёх» и других (телеканал «Домашний»).
- 2011 г. — автор и генеральный продюсер документального цикла «Бабье лето» (1 сезон)[36] (телеканал «Домашний»)[37]. В эфир вышли 22 серии.
- 2011 г. — генеральный продюсер документальных циклов: «Женский род» (16 серий), «Мужской род» (8 серий) и «Первые» (12 серий)[38] (телеканал «Домашний»).
- 2012 г. — продюсер документальных фильмов: «Планета Железяка», «Мода на „против“!», «Атака зирок», «Спасайся, кто может!», «Клиника звёзд» (СТС).
- 2012 г. — генеральный продюсер документального цикла «Главная песня народа» (4 серии) (телеканал «Домашний»).
- 2012 г. — автор и генеральный продюсер документального цикла «Бабье лето» (2 сезон) (телеканал «Домашний»). В эфир вышли 12 выпусков.
- 2012 г. — генеральный продюсер документального цикла «Женщины чемпионов» (5 серий) (телеканалы: «Украина» и «Домашний»).
- 2012 г. — генеральный продюсер телевизионного художественного фильма «Пока цветёт папоротник» (13 серий) (телеканалы: СТС и «Украина»).
- 2012—2014 гг. — автор и генеральный продюсер документальных циклов «Тайны звёзд», «Домой на праздники», «Тридцатилетние», «Легенды» и «Герои экрана» (телеканал «Украина»).
- 2014 г. — продюсер документального цикла «Герои спорта» (Пятый канал).
- 2014 г. — соавтор и продюсер документального фильма «Мария Гулегина. Прима из клана сопрано» о звезде мировой оперы Марии Гулегиной (Первый канал).
- 2015 г. — соавтор и продюсер документального фильма «Елена Образцова. Прощай, королева!» памяти великой русской певицы Елены Образцовой (Первый канал)[39].
- 2015 г. — соавтор и продюсер документального фильма «Легенды о Гоге» к 100-летию со дня рождения Георгия Товстоногова (Первый канал)[40].
- 2015 г. — соавтор и продюсер документального фильма «Людмила Гурченко. В блеске одиночества» памяти великой народной артистки СССР Людмилы Гурченко (Первый канал)[41].
- 2016 г. — соавтор и продюсер документального фильма «Людмила Чурсина. Спасибо за то, чего нет» к 75-летию со дня рождения народной артистки СССР Людмилы Чурсиной (Первый канал)[42].
- 2016 г. — соавтор и генеральный продюсер документального фильма «Голоса на миллион» о российской оперной молодёжи (Первый канал)[43].
- 2017—2019 гг. — соавтор и генеральный продюсер цикла программ «Малая Земля» (НТВ)[44]. В эфир вышли 16 выпусков.
- 2017 — генеральный продюсер телевизионного художественного фильма «15 суток».
- 2018 г. — генеральный продюсер телевизионного художественного фильма «Новогодний папа» (телеканал «Домашний»).
- 2018 г. — соавтор, режиссёр и генеральный продюсер документального фильма «Строгановы. Елена последняя» о последней из рода Строгановых (Первый канал)
- 2019 г. — генеральный продюсер многосерийного телевизионного художественного фильма «Беловодье. Тайна затерянной страны» (12 серий) (СТС).
- 2021 г. — автор и генеральный продюсер документальных циклов в рамках Национальных проектов России из серии «Будущее за настоящим»: «Физруки» и «Мои университеты» (НТВ)[45]. В эфир вышли 22 выпуска.
- 2022 г. — генеральный продюсер художественного фильма «Последний хранитель Беловодья» (полный метр, в производстве).

## Фильмография
1. 2005 — «Ночь в стиле детства» — Ослик Иа-Иа (СТС)
2. 2009 — «Маргоша» — камео 7-я серия (СТС)
3. 2011 — «Новогодние сваты» — Константин, хозяин кучугурского магазина
4. 2012 — «Пока цветёт папоротник» — Александр Иосифович (Йосик), главный редактор газеты «Секретная правда»[46]
5. 2016 — «Экипаж» — камео
6. 2017 — «15 суток» — Пётр Васильевич, ангел
7. 2019 — «Беловодье. Тайна затерянной страны», продолжение сериала «Пока цветёт папоротник» — Александр Иосифович (Йосик), главный редактор газеты «Секретная правда»
8. 2022 — «Последний хранитель Беловодья» (полный метр, в производстве) — Александр Иосифович (Йосик), главный редактор газеты «Секретная правда»

#### Театральные работы
- 2018—2019 гг. — спектакль «Сказки Андерсена» — Король (Мастерская Арины Мороз)
- 2020 г. — спектакль «Туда и обратно»[47] (оперный киноколлаж в стиле буффа-нуар) — Чарли Чаплин (Совместный проект театра «Геликон-опера» и Московского независимого Театра-студии «15»)

## Награды
- 2005, 2006, 2007, 2008 гг. — авторская программа Сергея Майорова «Истории в деталях» (СТС) — Лауреат национальной телевизионной Премии «ТЭФИ» в номинации «Информационно-развлекательная программа».
- 2006 г. — Сергей Майоров — Лауреат премии журнала «GQ» «Человек года» в номинации «Лицо из телевизора».
- 2007 г. — авторская программа Сергея Майорова «Истории в деталях» — Лауреат премии IV Всероссийского открытого конкурса работников электронных СМИ «За образцовое владение русским языком в профессиональной деятельности» в номинации «Слово программы»[48].
- 2007, 2008 гг. — Любовь Камырина — специальный корреспондент авторской программы Сергея Майорова «Истории в деталях» (СТС) — Финалист Национальной телевизионной премии «ТЭФИ» в номинации «Репортёр».
- 2008 г. — Андрей Галкин, Роман Ваялкин и Андрей Ульянов — операторы авторской программы программы Сергея Майорова «Истории в деталях» (СТС) — Лауреаты премии «ТЭФИ» в номинации «Оператор телевизионной программы».
- 2011 г. — Андрей Галкин — оператор фильма «„Бабье лето“. Людмила Чурсина», авторов Сергея Майорова и Любови Камыриной (Домашний) — Финалист премии «ТЭФИ» в номинации «Оператор телевизионного документального фильма/сериала».
- 2017 г. — авторская программа Сергея Майорова «Однажды» (НТВ) — Финалист премии «ТЭФИ» в номинации «Развлекательная программа „Образ жизни“».